# Hématémèse
Une hématémèse est un rejet de sang généralement rouge par la bouche au cours d'un effort de vomissement. Le sang peut être plus ou moins digéré donc plus ou moins noir selon le degré de stase.
Une hématémèse traduit généralement une hémorragie digestive haute.
L'étymologie du terme se décompose en deux racines du grec ancien : αἷμα, αἵματος, Haïma, Haïmatos (sang) et ἔμετος, Emetos (vomissement).

## Diagnostic différentiel
Il existe trois diagnostics différentiels :
- l'hémoptysie (sang d'origine pulmonaire, en particulier bronchique) où le sang est émis lors d'un effort de toux;
- les vomissements fécaloïdes, lors d'une occlusion: le sang est alors noir ;
- l'épistaxis déglutie: saignement de nez avalé, digéré puis vomi. Dans ce cas il faut vérifier que le sang ne vienne pas des choanes (orifices postérieurs du nez);
- on peut aussi parler d'hematémèse dans le cas d'une cirrhose qui entraîne une hypertension portale et par conséquent des varices œsophagiennes, qui se rompent en raison de la mauvaise coagulation causée par la pathologie.